# Paul Bloomquist

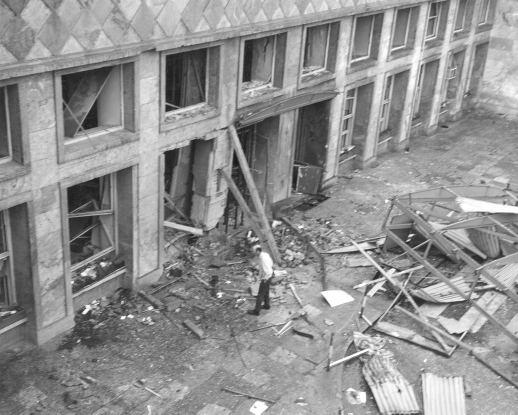
Conseqüències de l'atemptat de la RAF a l'Edifici IG Farben on Bloomquist va morir.

Paul A. Bloomquist (Utah, 30 d'octubre de 1932 – Frankfurt del Main, 11 de maig de 1972) va ser un pilot i militar estatunidenc, oficial de l'Exèrcit dels Estats Units d'Amèrica. Com a veterà de la Guerra del Vietnam va ser destinat a l'Alemanya Occidental, on es va convertir en la primera víctima mortal estatunidenca de la Fracció de l'Exèrcit Roig (RAF) després d'un atemptat amb bomba a l'Edifici IG Farben.

## Orígens i trajectòria
Bloomquist va assistir a la West High School i a la Universitat de Utah, abans d'unir-se a l'Exèrcit dels Estats Units d'Amèrica el 1951. Va servir extensament amb l'exèrcit durant la Guerra del Vietnam, des de 1964 a 1965 amb el 57è Destacament Mèdic (Ambulància Helicòpter), i des de 1968 a 1969 dins la 498a Companyia Mèdica (Ambulància de l'Aire), en tots els casos, com a equip mèdic d'evacuació de tropes ferides en combat. Bloomquist va rebre el Cor Porpra en tres ocasions, la Medalla de l'Aire trenta-set vegades, la Creu dels Vols Distingits en quatre ocasions i el 1964 va ser declarat Aviador Militar de l'Any a les files estatunidenques. Després dels seus anys al Vietnam, va ser nomenat comandant d'un batalló estacionat a Frankfurt del Main, a l'Alemanya Occidental, i per 1971 va ser un major servint com a oficial de comandament del 45è Batalló Mèdic de la 3a Divisió Blindada situada a Hanau. Més tard, aquell, any va ser promogut a tinent coronel i se'l va assignar al 5è Cos per treballar en un programa destinat a les tropes de rehabilitació contra les drogues.

## Mort
L'11 de maig de 1972 va morir en un atemptat amb bomba contra la seu del 5è Cos a l'Edifici IG Farben a Frankfurt del Main. L'atac va ser comès per la Fracció de l'Exèrcit Roig (RAF), una organització armada d'extrema esquerra alemanya, que realitzava una campanya contra infraestructures i personal militar a l'Alemanya Occidental. L'atemptat va ser un dels primers atacs de la RAF i va formar part d'una sèrie d'atemptats de l'Ofensiva de maig, una operació en represàlia contra els Estats Units per l'escalada de la Guerra del Vietnam.

## Homenatges pòstums
La seva figura va ser incorporada al Saló de la Fama de l'associació DUSTOFF, que honora el personal mèdic militar vinculat en programes d'evacuació aeromèdica. En el saló consta la descripció següent: «LTC [el tinent coronel] Paul A. Bloomquist va exemplificar l'esperit DUSTOFF durant la seva carrera. Dedicant gairebé 35 mesos al Vietnam, va guanyar 4 condecoracions de la Creu de Vols Distingits, 37 Medalles de l'Aire, i 3 Cors Porpres. Un citació DFC informa que, fins i tot, encara, quan va ser ferit, va continuar volant gairebé 13 hores, temps durant el qual va rescatar moltes víctimes sota el pesat foc enemic. Va ser triat Aviador Militar de l'Any el 1964 i la Cambra del Comerç dels EUA el va honorar com a un "jove americà excepcional". Seguint un ordre del batalló a Alemanya, la seva vida va ser segada quan un grup terrorista va fer explotar diverses bombes a la seu del 5è Cos a Frankfurt. En reconeixement del seu servei, la instal·lació de l'Exèrcit dels EUA a Ziegenberg, Alemanya, seu del 68è Grup Mèdic, va ser rebatejat com a "Campament Paul Bloomquist". Paul Bloomquist va ser incorporat al Saló de la Fama DUSTOFF el 22 de febrer de 2003.».
El 2010, Bloomquist també va ser incorporat al Saló de la Fama de l'Aviació de Utah, el qual es troba al Museu Aeroespacial del Turó al Turó AFB.
La caserna del 68è Grup Mèdic de l'Exèrcit estatunidenc, situat a Ziegenberg, Alemanya, va ser nomenat Campament Paul Bloomquist en el seu honor.

## Cultura popular
La cançó «Terror Couple Kill Colonel» del grup Bauhaus subtilment esmenta l'assassinat de Paul Bloomquist.